# Arkadij Korniłow
Arkadij Korniłow, ros. Аркадий Корнилов (ur. 25 lutego 1963) – rosyjski lekkoatleta specjalizujący się w długich biegach sprinterskich. W czasie swojej kariery reprezentował Związek Socjalistycznych Republik Radzieckich.
Największy sukces na arenie międzynarodowej odniósł w 1986 r. w Stuttgarcie, zdobywając brązowy medal mistrzostw Europy w biegu sztafetowym 4 x 400 metrów (wspólnie z Władimirem Prosinem, Władimirem Kryłowem i Aleksandrem Kuroczkinem). W 1987 r. startował w biegu eliminacyjnym i półfinałowym w konkurencji biegu sztafetowego 4 x 400 metrów podczas mistrzostw świata w Rzymie (w finale, w którym drużyna radziecka została zdyskwalifikowana, nie startował). 
Rekordy życiowe:
- bieg na 200 metrów – 20,94 – Soczi 14/05/1989
- bieg na 400 metrów – 45,80 – Kijów 14/07/1986